# Taseko Lakes
Taseko Lakes är sjöar i Kanada.   De ligger i provinsen British Columbia, i den sydvästra delen av landet, 3 500 km väster om huvudstaden Ottawa. Taseko Lakes ligger 1 323 meter över havet. Arean är 21,0 kvadratkilometer. Den sträcker sig 16,7 kilometer i nord-sydlig riktning, och 3,9 kilometer i öst-västlig riktning.
Trakten runt Taseko Lakes är nära nog obefolkad, med mindre än två invånare per kvadratkilometer.